# Roncus liebegotti
Roncus liebegotti är en spindeldjursart som beskrevs av Wolfgang Schawaller 1981. Roncus liebegotti ingår i släktet Roncus och familjen helplåtklokrypare. Inga underarter finns listade i Catalogue of Life.